# Миодраг Давидовић (пуковник)
Миодраг Давидовић (Србац, 24. март 1959) је пензионисани пуковник Војске Републике Српске и бригадир Оружаних снага БиХ.

## Биографија
Војну гимназију "Братство и јединство" завршио је 1977. у Београду, Војну академију копнене војске, смјер интендантска служба, 1981. у Сарајеву, а Генералштабну школу 2000. године. Службовао је у гарнизонима Кичево и Сарајево. Службу у Југословенска народна армија завршио је на дужности командира интендантског вода и наставника у Интендантско-финансијском школском центру, у чину мајора. У Војсци Републике Српске је био од њеног оснивања до 31. марта 2005. Био је референт и начелник интендантске службе у команди оклопне бригаде и помоћник за позадину команданта оклопне бригаде. Послије Одбрамбено-отаџбинског рата 1992-1995. био је начелник Одјељења за оперативно-наставне послове у Сектору позадине Генералштаба ВРС, помоћник команданта за позадину у позадинској бази и начелник Управе за оперативно-позадинске послове у Сектору позадине. Наставио је службу у Оружаним снагама БиХ, на дужности начелника Управе за логистику у Заједничком штабу Оружаних снага БиХ. У чин пуковника унапријеђен је 9. јануара 2002.

## Одликовања и признања
У Југословенској народној армији одликован је:
- Медаља за војне заслуге
- Орденом за војне заслуге са сребрним мачевима

Одликован у ВРС: 
- Орден Његоша II реда[1]